# Leichtathletik-Europameisterschaften 1946/4 × 100 m der Frauen

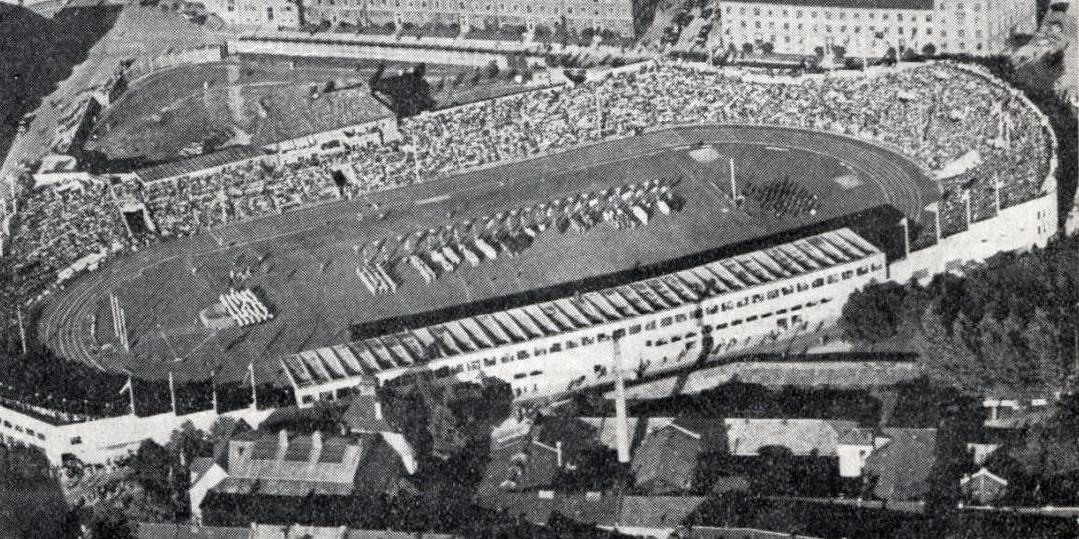
Das Bislett-Stadion in Oslo kurz nach den Europameisterschaften

Die 4-mal-100-Meter-Staffel der Frauen bei den Leichtathletik-Europameisterschaften 1946 wurde am 25. August 1946 im Bislett-Stadion der norwegischen Hauptstadt Oslo ausgetragen.
Europameister wurden die Niederlande mit Gerda Koudijs, Nettie Timmer, Martha Adema und Fanny Blankers-Koen.
Die Staffel aus Frankreich gewann die Silbermedaille in der Besetzung Léa Caurla, Anne-Marie Colchen, Claire Brésolles und Monique Drilhon.
Bronze ging an die Sowjetunion (Jewgenija Setschenowa, Walentina Fokina, Elene Gokieli, Walentina Wassiljewa).

## Bestehende Rekorde
| Weltrekord   | 46,4 s | Deutsches Reich (Emmy Albus, Käthe Krauß, Marie Dollinger, Ilse Dörffeldt) | OS Berlin, Deutsches Reich                  | 8. August 1936     |
| Europarekord | 46,4 s | Deutsches Reich (Emmy Albus, Käthe Krauß, Marie Dollinger, Ilse Dörffeldt) | OS Berlin, Deutsches Reich                  | 8. August 1936     |
| EM-Rekord    | 46,8 s | Deutsches Reich (Josefine Kohl, Käthe Krauß, Emmy Albus, Ida Kühnel)       | EM Wien, Deutsches Reich (heute Österreich) | 18. September 1938 |

Der bestehende EM-Rekord wurde bei diesen Europameisterschaften nicht erreicht. Die niederländische Siegerstaffel blieb mit ihrer Siegerzeit von 47,8 Sekunden um genau eine Sekunde über diesem Rekord. Zum Europa-, gleichzeitig Weltrekord, fehlten dem Quartett 1,4 Sekunden.

## Finale
25. August 1946
Es gab nur sechs Nationen, die an diesem Wettbewerb teilnahmen. So traten die Staffeln ohne vorherige Vorläufe zum Finale an.
| Platz | Staffel        | Besetzung                                                                   | Zeit (s) |
| ----- | -------------- | --------------------------------------------------------------------------- | -------- |
| 1     | Niederlande    | Gerda Koudijs Nettie Timmer Martha Adema Fanny Blankers-Koen                | 47,8     |
| 2     | Frankreich     | Léa Caurla Anne-Marie Colchen Claire Brésolles Monique Drilhon              | 48,5     |
| 3     | Sowjetunion    | Jewgenija Setschenowa Walentina Fokina Elene Gokieli Walentina Wassiljewa   | 48,7     |
| 4     | Großbritannien | Joyce Judd Sylvia Cheeseman Maureen Gardner Winifred Jordan                 | 48,7     |
| 5     | Schweden       | Greta Magnusson Kerstin Josefsson Ulla-Britt Althin Ann-Britt Leyman        | 49,3     |
| 6     | Polen          | Irena Hejducka Stanisława Walasiewicz Mieczysława Moder Jadwiga Słomczewska | 50,6     |

## Video
- NORWAY: ATHLETICS: Third day of the European Games (1946), Bereich: 1:16 min bis 1:41 min, youtube.com (englisch), abgerufen am 24. Juni 2022